# Джейсон Петкович
Джейсон Петкович (англ. Jason Petkovic, нар. 7 грудня 1972, Перт) — австралійський футболіст хорватського походження, що грав на позиції воротаря. Старший брат іншого австралійського воротаря Майкла Петковича.
Виступав, зокрема, за клуби «Аделаїда Сіті» та «Перт Глорі», а також національну збірну Австралії.

## Клубна кар'єра
Займався футболом у команді «Спірвуд Далматінац». Своєю грою за цю команду привернув увагу представників тренерського штабу клубу «Аделаїда Сіті», до складу якого приєднався 1993 року. Відіграв за команду з Аделаїди наступні шість сезонів своєї ігрової кар'єри. Більшість часу, проведеного у складі «Аделаїда Сіті», був основним голкіпером команди і 1994 року став чемпіоном Австралії, вигравши Національну футбольну лігу.
1999 року уклав контракт з клубом «Перт Глорі», у складі якого провів наступні п'ять років своєї кар'єри гравця. Граючи у складі «Перт Глорі» також здебільшого виходив на поле в основному складі команди і ще двічі став чемпіоном країни, вигравши НФЛ у 2003 та 2004 роках.
Протягом 2004—2005 років захищав кольори клубу «Коньяспор». Дебютував за турецький клуб 8 серпня 2004 року в грі з «Галатасараєм» і загалом провів у Суперлізі 13 матчів, в яких пропустив 22 голи, після чого повернувся в «Перт Глорі» і захищав її кольори до припинення виступів на професійному рівні у 2009 році.

## Виступи за збірну
15 листопада 1995 року дебютував в офіційних матчах у складі національної збірної Австралії в товариській грі проти Нової Зеландії (3:0).
У складі збірної був учасником кубка націй ОФК 1998 року в Австралії та кубка націй ОФК 2002 року у Новій Зеландії, здобувши на обох «срібло». В обох фіналах австралійці програли 0:1 Новій Зеландії, при цьому другий фінал, що відбувся 14 липня 2002 року, став останнім матчем для Джейсона за збірну.
Всього протягом кар'єри у національній команді, яка тривала 8 років, провів у її формі 16 матчів.

## Досягнення
- Чемпіон Національної футбольної ліги (3):

«Аделаїда Сіті»: 1993/94
«Перт Глорі»: 2002/03, 2003/04
- Срібний призер Кубка націй ОФК: 1998, 2002